# Corpi spenti
Corpi spenti è un romanzo di fantascienza del 2014 scritto da Giovanni De Matteo, sequel di Sezione π² del 2007. 

## Trama
Nel 2061 Vincenzo Briganti, uomo di punta dei necromanti, stavolta deve risolvere un intricato caso relativo alla imminente secessione del Territorio Autonomo del Mezzogiorno. Dietro questo atto politico si cela un gioco di intrighi e di interessi da parte di alcuni importanti personalità in vista.

## Edizioni
- Giovanni De Matteo, Corpi spenti, Urania n. 1607, Arnoldo Mondadori Editore, 2014.